# Joyce Maynard
Daphne Joyce Maynard (Durham, 5 novembre 1953) è una giornalista e scrittrice statunitense.
Ha iniziato la sua carriera giornalistica negli anni '70, scrivendo per diverse pubblicazioni, in particolare per la rivista Seventeen e The New York Times. Maynard ha collaborato alle riviste Mademoiselle e Harrowsmith negli anni '80 e ha iniziato la sua carriera di scrittrice con la pubblicazione del suo primo romanzo, Baby Love, nel 1981. Il suo secondo romanzo Da morire (1992), tratto dal caso di Pamela Smart, è stato trasposto nell'omonimo film del 1995. Maynard ha ricevuto una grande attenzione mediatica nel 1998 con la pubblicazione delle sue memorie, At Home in the World, che racconta la sua relazione con J. D. Salinger.
Maynard ha pubblicato romanzi di diversi generi letterari, tra cui la narrativa, i Young Adult e non-fiction gialli. Il suo sesto romanzo, Un giorno come tanti (2009), è stato trasposto nel film omonimo del 2013 diretto da Jason Reitman. I suoi romanzi più recenti sono: The Good Daughters (2010), Dopo di lei (2013) e L' ombra degli Havilland (2016).

## Biografia

### Infanzia e adolescenza
Maynard è nata a Durham nel New Hampshire, figlia di Fredelle Bruser, giornalista, scrittrice e insegnante di inglese e Max Maynard, pittore e professore di inglese alla Università del New Hampshire (e fratello del teologo Theodore Maynard). Suo padre è nato in India da genitori missionari inglesi e successivamente si è trasferito in Canada; sua madre è nata nel Saskatchewan da immigrati ebrei dalla Russia.
Maynard ha frequentato il distretto scolastico dell'Oyster River e la Phillips Exeter Academy. Ha vinto il Premio per l'arte scolastica e la scrittura nel 1966, 1967, 1968, 1970 e 1971. Durante l'adolescenza, ha scritto regolarmente per la rivista Seventeen. Nel 1971 è entrata l'Università Yale e ha inviato una raccolta dei suoi scritti ai redattori del The New York Times Magazine. Le chiesero di scrivere un articolo, che fu pubblicato con il titolo An 18-Year-Old Looks Back on Life sul numero del 23 aprile 1972 della rivista. Dopo che l'articolo è stato pubblicato, ha ricevuto una lettera dallo scrittore di narrativa J. D. Salinger, allora 53 anni, che si è complimentato per la sua scrittura e l'ha avvertita dei pericoli della celebrità.

### Salinger
Maynard e Salinger si sono scambiati delle lettere. Dopo il suo primo anno a Yale si è trasferita nella casa di Salinger a Cornish in New Hampshire. Salinger e sua moglie avevano divorziato nel 1967. Mentre è vissuta con lui per otto mesi, dalla metà del 1972 al marzo 1973, Maynard ha scritto il suo primo libro, le memorie intitolate Looking Back: A Chronicle of Growing Up Old in the Sixties, che fu pubblicato nel 1973 subito dopo che Maynard e Salinger conclusero il loro rapporto.
Maynard ha trattenuto dal suo libro delle informazioni sul loro rapporto poi pubblicate nelle sue memorie del 1998 At Home in the World. Nello stesso anno ha messo all'asta le lettere che Salinger le aveva scritto. Lo sviluppatore di software Peter Norton ha comprato le lettere per 156.500 dollari e le ha restituite a Salinger.

### Giornalismo
Dopo essersi trasferita dalla casa di Salinger nel 1973, Maynard ha comprato una casa a Hillsborough in New Hampshire. Dal 1973 al 1975 ha collaborato a una serie di commenti a una serie chiamata Spectrum su CBS Radio. Nel 1975 è entrata a far parte dello staff del The New York Times come cronista e reporter. Ha lasciato il giornale nel 1977 quando ha sposato Steve Bethel. Si sono trasferiti nel New Hampshire e hanno avuto tre figli, Audrey, Charlie e Wilson.
Dal 1984 al 1990, Maynard ha scritto la rubrica settimanale collettiva Domestic Affairs, che trattava di matrimonio, paternità e vita familiare. Ha lavorato come recensore di libri e giornalista per Mademoiselle e Harrowsmith. Nel 1986 ha partecipato all'opposizione alla costruzione della prima discarica di rifiuti nucleari di alto livello nel suo stato natale, il New Hampshire, una campagna che ha descritto in una storia di copertina del New York Times nell'aprile 1986.
Dopo il divorzio da Bethel nel 1989 lei e i suoi figli si sono trasferiti a Keene nel New Hampshire.

### Narrativa
Maynard ha pubblicato il suo primo romanzo, Baby Love, nel 1981. Il suo romanzo del 1992 Da morire, tratto dal caso di Pamela Smart, è stato adattato nell'omonimo film del 1995, diretto da Gus Van Sant e interpretato da Nicole Kidman, Matt Dillon e Joaquin Phoenix. Alla fine degli anni '90, ha scritto ai suoi lettori in un forum di discussione online, The Domestic Affairs Message Board.
Ha pubblicato due libri di narrativa per giovani adulti: The Usual Rules (2003) e The Cloud Chamber (2005). Il suo libro non-fiction giallo, Internal Combustion (2006), trattava il caso di Nancy Seaman, una donna del Michigan, condannata per aver ucciso suo marito nel 2004. Il romanzo Un giorno come tanti è stato pubblicato nel 2009 e adattato in un film omonimo, scritto e diretto da Jason Reitman. Gli altri suoi romanzi includono The Good Daughters (2010), Dopo di lei (2013), per il quale trasse ispirazione dagli omicidi del serial killer David Carpenter, e L' ombra degli Havilland (2016).

### Vita privata
Nel febbraio 2010, Maynard ha adottato due ragazze etiopi. Nella primavera del 2011, ha detto ad amici e familiari che non poteva più occuparsi delle ragazze. Le ha mandate a vivere con una famiglia nel Wyoming e, citando la loro privacy, ha rimosso tutti i riferimenti a loro dal suo sito web. Il 6 luglio 2013, ha sposato l'avvocato Jim Barringer, morto il 16 giugno 2016.

## Opere

### Fiction
- Baby Love (1981)
- Da morire (1992)
- Dove porta l'amore (1995)
- The Usual Rules (2003)
- The Cloud Chamber (2005)
- Un giorno come tanti (2009)
- The Good Daughters (2010)
- Dopo di lei (2013)
- L'ombra degli Havilland (2016)

### Nonfiction
- Looking Back: A Chronicle of Growing Up Old in the Sixties (1973)
- Domestic Affairs: Enduring the Pleasures of Motherhood and Family Life (1987)
- At Home in the World (1998)
- Internal Combustion: A Story of a Marriage and a Murder in the Motor City (2006)
- A Good Girl Goes Bad (2007), in Bad Girls: 26 Writers Misbehave, curata da Ellen Sussman
- Your Friend Always (2007), in Mr. Wrong: Real-Life Stories About the Men We Used to Love, curata da Harriet Brown
- Someone Like Me, But Younger (2009), in The Face in the Mirror: Writers Reflect on Their Dreams of Youth and the Reality of Age, curata da Victoria Zackheim
- Straw into Gold (2013), in Knitting Yarns: Writers on Knitting, curata da Ann Hood
- Il meglio di noi (2017)